# Francisca Cañadas Morales
Francisca Cañadas Morales (Níjar, Almeria, Espanya, 1908 - Níjar, 9 de juliol de 1987) fou la principal protagonista del Crim de Níjar que es va fer celebre per servir d'inspiració per a la novel·la Puñal de Claveles de Carmen de Burgos i també com a probable font d'inspiració de la tragèdia en vers Bodas de sangre de Federico García Lorca.
Francisca vivia en el Cortijo del Fraile de Níjar. El 22 de juliol de 1928, just el dia que s'anava a casar amb Casimiro Pérez Pino, Francisca va fugir amb el seu cosí germà Francisco Montes Cañadas, de qui estava enamorada des de petita. Mentre fugien a cavall, Francisco Montes va ser assassinat pel germà del nuvi abandonat. Ella va aconseguir salvar la seva vida. No va arribar mai a casar-se i va residir en un paratge molt proper a Níjar. Mai va concedir entrevistes als mitjans de comunicació.